# Happier Than Ever
Happier Than Ever là album phòng thu thứ hai của nữ ca-nhạc sĩ người Mỹ Billie Eilish được ra mắt vào ngày 30 tháng 7 năm 2021 bởi hãng đĩa Darkroom và Interscope Records. Đây là album thứ hai nối tiếp sự thành công sau album đầu tay của cô, When We All Fall Asleep, Where Do We Go.
Billie Eilish đã ra mắt 5 đĩa đơn đầu tiên nằm trong album, bao gồm My Future, Therefore I Am, Your Power, Lost Cause và NDA. Cả ba ca khúc đầu tiên đều đã lọt vào top 10 của bảng xếp hạng Billboard Hot 100. Để quảng bá cho album của mình, Billie sẽ thực hiện chuyến lưu diễn của cô trong năm 2022, mang tên Happier Than Ever World Tour.

## Bối cảnh ra mắt
Trong một buổi phỏng vấn vào tháng 1, năm 2020, Billie đã tiết lộ về việc cô ấy đang trong quá trình thực hiện album phòng thu thứ hai của mình. Vào tháng ba sau đó, anh trai của Billie - Finneas cũng đã xác nhận về thông tin này, anh ấy đã nói rằng album này sẽ mang những thông điệp rất chân thực, giống như cách mà album debut của cô đã thể hiện, với việc cả 2 cùng nhau thực hiện những sản phẩm đem lại nguồn cảm hứng để có thể biểu diễn trực tiếp.. Vào ngày 30 tháng 7 năm 2020, Billie Eilish chính thức ra mắt đĩa đơn mở đầu cho album, mang tên "My Future" - tròn 1 năm trước thời điểm ấn định ra mắt cho album. Đĩa đơn đã nhanh chóng đạt hạng 6 trên bảng xếp hạng Billboard Hot 100 sau một tuần phát hành.. Sau đó, cô đã ra mắt đĩa đơn thứ 2 của album, "Therefore I Am" vào ngày 12 tháng 11 năm 2020. Đĩa đơn ra mắt tại vị trí thứ 94 trên Billboard Hot 100, sau đó mau chóng leo lên hạng 2 và sau đó trở thành ca khúc nhảy nhiều hạng thứ 4 trong lịch sử bảng xếp hạng này, với vị trí 92 bậc.. Vào tháng 1 năm 2021, Billie Eilish đã nhắc đến album là một thành quả giống với những gì cô ấy mong muốn, và không có ý định thay đổi bất kể 1 thứ gì trong album. Bộ phim tài liệu về cuộc đời và sự nghiệp âm nhạc của cô - "The World's a Little Blurry" đã được ra mắt 1 tháng sau đó.. Sau đó vào tháng 2, cô đã tiết lộ rằng album sẽ có 16 bài hát.. Hai tháng sau, cô bắt đầu đưa ra những gợi ý về việc ra mắt ca khúc mới, và rồi tiết lộ về tựa đề của album "Happier Than Ever" qua một bài đăng trên Instagram vào ngày 26 tháng 4 năm 2021, bao gồm cả việc tiết lộ một đoạn nhạc ngắn 15 giây nằm trong ca khúc tựa đề của album, cũng là ca khúc mà Eilish đã tiết lộ trong bộ phim tài liệu của mình.
Vào ngày 27 tháng 4 năm 2021, Billie đã chính thức xác nhận rằng tên của album sẽ là Happier Than Ever trên các biển quảng cáo và ngày ra mắt của nó, xuất hiện tại nhiều thành phố lớn.. Album được chính thức công bố ngày ra mắt là 30 tháng 7 năm 2021.. Vào ngày 28 tháng 4, Eilish đã chính thức công bố đĩa đơn thứ 3 của album sẽ được ra mắt, mang tên ""Your Power", và video âm nhạc của ca khúc sẽ được ra mắt ngay vào hôm sau, 29 tháng 4. Vào ngày 1 tháng 6, Billie đã chính thức thông báo về việc ra mắt đĩa đơn thứ 4 của album, "Lost Cause" cùng video âm nhạc được ra mắt vào ngày 2 tháng 6. Đĩa đơn thứ 5 của album, "NDA", được ra mắt vào ngày 2 tháng 7 cùng với video ca nhạc của nó. Ngày 30 tháng 7, album ra mắt và video cho bài hát chủ đề cũng được ra mắt.

## Tiếp nhận từ giới phê bình
| Đánh giá chuyên môn  | Đánh giá chuyên môn |
| Điểm trung bình      | Điểm trung bình     |
| Nguồn                | Đánh giá            |
| -------------------- | ------------------- |
| AnyDecentMusic?      | 8.3/10              |
| Metacritic           | 86/100              |
| Nguồn đánh giá       |                     |
| Nguồn                | Đánh giá            |
| AllMusic             | [ 23 ]              |
| The A.V. Club        | B+                  |
| DIY                  | [ 25 ]              |
| Entertainment Weekly | B+                  |
| The Guardian         | [ 27 ]              |
| The Independent      | [ 28 ]              |
| The Line of Best Fit | 6/10                |
| NME                  | [ 30 ]              |
| Pitchfork            | 7.6/10              |
| Rolling Stone        | [ 32 ]              |

Kể từ lúc phát hành, Happier Than Ever được ca ngợi bởi giới phê bình, những người ngưỡng mộ vai trò kiên quyết của ngôi sao tuổi teen tương phản với âm thanh bị tắt tiếng của nó, mặc dù một số người nhấn mạnh rằng các đĩa đơn thiếu năng lượng. Trên trang Metacritic, chỉ định điểm tiêu chuẩn trên thang điểm 100 đối với các bài đánh giá từ các ấn phẩm, album có điểm trung bình là 86 dựa trên 26 bài đánh giá, chỉ định là "universal acclaim" (hoan nghên rộng rãi).
NME nhà phê bình El Hunt ca ngợi album vì sự tiến bộ của Billie Eilish "một trong những nghệ sĩ nhạc pop quan trọng nhất trong thế hệ của cô ấy", và viết rằng âm nhạc của album "nhẹ nhàng hơn" và "trầm bổng hơn nhiều" so với đĩa nhạc đầu tay của cô ấy. Alexis Petridis từ The Guardian ghi nhận giai điệu và giọng hát "tuyệt vời một cách đồng đều", phần sản xuất "ít hào nhoáng hơn" trong Happier Than Ever, nhận thấy giai điệu "u ám hơn". Sal Cinquemani của Slant cảm nhận rằng album "đa dạng" hơn so với đĩa hát đầu tay của Billie Eilish, mở rộng ra ngoài các yếu tố trip-hop và trap của người tiền nhiệm. Từ The Daily Telegraph, Neil McCormick gọi là Happier Than Ever "âm thanh của một thanh thiếu niên bị tra tấn một mình trong phòng ngủ của cô ấy vào đêm khuya", lời bài hát "buồn tẻ" và giọng hát của Eilish "tinh tế".
Louis Bruton của The Irish Times nói rằng album mô tả "những hạn chế và lợi dụng của việc trở thành một người nổi tiếng và một thiếu niên." Rob Sheffield, viết bài Rolling Stone, gọi nó là một album "anh hùng hết sức", "tăm tối, đau đớn, thú tội, nơi [Eilish] chọn không nhập vai vào vai cô em gái đáng yêu của nước Mỹ." David Smyth của Evening Standard khen ngợi phong cách và sự hấp dẫn phi chính thống của quá trình sản xuất album. Viết cho Clash, Robin Murray đã gọi Happier Than Ever là "một tác phẩm của sự tiến hóa tinh vi" và "một đĩa nhạc khá phức tạp".
Từ Variety, Chris Willman đã nhấn mạnh "sự quan sát thông minh", "sự tự nhận thức hài hước bản thân" và "sự tự ý thức sau khi nổi tiếng" của album. Sarah Carson của i đã gắn nhãn album là một dự án "tuyệt vời, nhẹ nhàng, mang tính triết lý" nghiêng về xu hướng nhạc pop acoustic và thưa thớt. Jesse Atkinson của Gigwise đã gọi quá trình sản xuất album đặc biệt, ngưỡng mộ cách giải thích của nó về các thể loại âm nhạc. Giselle Au-Nhien Nguyen của The Sydney Morning Herald coi album là một trải nghiệm nghe gắn kết, "tiết lộ và bổ ích," được nâng cao bởi sự phân phối "có tính axit" của Eilish. Trong bài nhận xét trên Slate, Carl Wilson thích sự trưởng thành trong âm nhạc và trữ tình của Billie Eilish trong Happier Than Ever. Từ The New York Times, Lindsay Zoladz cảm thấy rằng album "được giải quyết bằng sự căng thẳng giữa kiến thức cá nhân và công chúng, một suy ngẫm của ngôi sao nhạc pop thời đại truyền thông xã hội về sự thắng thắn - nếu có - cô ấy nợ khán giả của mình."
Một vài đánh giá trái chỉ trích về Happier Than Ever. Alexandra Pollard của The Independent nhận xét rằng album có "đầy đủ những thứ mà hầu hết chúng ta không phải xử lý", nhưng Billie Eilish biến chúng thành những câu chuyện liên quan thông qua các bài hát "sâu sắc". Cô bác bỏ các bản nhạc "Oxytocin" và "Goldwing" là không quan trọng. Trong mộy bài đánh giá trái chiều, Matthew Kent của The Line of Best Fit khen ngợi lời bài hát của Eilish và phần sản xuất của Finneas, nhưng coi album này là một tác phẩm kém độc đáo hơn, với các bài hát của nó "thường làm mờ lẫn nhau." Consequence,nhà phê bình Mary Siroky, mặc dù cô ấy đánh giá tổng thể nồng nhiệt, cũng đồng ý rằng album có thể quá gắn kết với những bài hát không rõ ràng. Từ The A.V. Club, Alex McLevy cảm thấy "có quá nhiều bài hát trong Happier Than Ever, bắt đầu mạnh mẽ không thể ngăn cản, nhưng bắt đầu chững lại ở nửa sau." Từ Stereogum, Tom Breihan đã viết một cách tiêu cực, gọi album là nhàm chán, một sản phẩm "gây sốc" cho những nỗ lực của Eilish trong việc thực hiện một album thứ hai cũng thành công như lần đầu tiên của cô ấy.

## Hiệu suất thương mại
Với hơn 1.028 triệu lượt thêm trước Happier Than Ever, Billie Eilish tái lập kỷ lục trên Apple Music cho album được thêm trước nhiều nhất nền tảng này. Ca sĩ người Canada the Weeknd trước đó đã nắm giữ kỷ lục này khi lượt thêm trước vượt qua album When We All Fall Asleep, Where Do We Go? (2019) của Eilish với album After Hours (2020) của anh ấy.
Happier Than Ever là album thứ hai đạt vị trí đầu tiên ở Hoa Kỳ. Nó ra mắt tại vị trí đầu bảng Billboard 200 với 238,000 đơn vị album tương đương, là album có doanh số tuần đầu lớn thứ năm trong năm 2021. Trong 238,000 đơn vị, có bao gồm doanh số thuần của album là 153,000 bản, là album có doanh số thuần tuần đầu lớn thứ ba trong 2021, và 84,000 đơn vị còn lại quy đổi từ lượt stream. Album đã bán ra được 73,000 bản đĩa than cùng tuần, là doanh số đĩa than lớn thứ hai trong lịch sử truy xuất dữ liệu doanh số của MRC Data, chỉ đứng sau album của Taylor Swift, Evermore (2020).
Tại Anh Quốc, album tại vị trí đầu tiên của Bảng xếp hạng album Anh Quốc với 39,000 đơn vị, là album thứ hai của Eilish đạt hạng nhất tại đây. Trong đó 9,500 bản đĩa than, Happier Than Ever là album có lượng đĩa than bán chạy thứ ba trong thiên niên kỷ này tại Anh. Tại Đức, album ra mắt tại vị trí đầu tiên trên Offizielle Top 100, album đầu tiên của Eilish đạt hạng nhất tại đây; vượt qua album đầu tay của cô ấy khi nó chỉ dừng chân tại hạng ba.

## Danh sách bài hát
Tất cả các ca khúc được viết bởi Billie Eilish Pirate Baird O'Connell và Finneas Baird O'Connell. Tất cả các ca khúc được sản xuất bởi Finneas Baird O'Connell.
| Danh sách bài hát của Happier Than Ever | Danh sách bài hát của Happier Than Ever | Danh sách bài hát của Happier Than Ever |
| STT                                     | Nhan đề                                 | Thời lượng                              |
| --------------------------------------- | --------------------------------------- | --------------------------------------- |
| 1.                                      | "Getting Older"                         | 4:04                                    |
| 2.                                      | "I Didn't Change My Number"             | 2:38                                    |
| 3.                                      | "Billie Bossa Nova"                     | 3:16                                    |
| 4.                                      | "My Future"                             | 3:30                                    |
| 5.                                      | "Oxytocin"                              | 3:30                                    |
| 6.                                      | "Goldwing"                              | 2:31                                    |
| 7.                                      | "Lost Cause"                            | 3:32                                    |
| 8.                                      | "Halley's Comet"                        | 3:54                                    |
| 9.                                      | "Not My Responsibility"                 | 3:47                                    |
| 10.                                     | "Overheated"                            | 3:34                                    |
| 11.                                     | "Everybody Dies"                        | 3:26                                    |
| 12.                                     | "Your Power"                            | 4:05                                    |
| 13.                                     | "NDA"                                   | 3:15                                    |
| 14.                                     | "Therefore I Am"                        | 2:53                                    |
| 15.                                     | "Happier Than Ever"                     | 4:58                                    |
| 16.                                     | "Male Fantasy"                          | 3:14                                    |
| Tổng thời lượng:                        | Tổng thời lượng:                        | 56:07                                   |

## Những người thực hiện
- Billie Eilish – giọng hát, kỹ sư giọng hát
- Finneas – sản xuất, kỹ sư, điều chỉnh giọng hát (tất cả bài hát); bass (1–5, 8–11, 15), trống giả lập (1–15), piano (1, 3, 8), synthesizer (1–5, 7–13, 15, 16), giọng nền (2, 7), guitar điện tử (3, 4, 8, 15), giả lập (4, 15), bass điện tử (4, 6, 7, 12, 13), piano điện tử Wurlitzer (4, 16), bộ gõ (5, 6, 12, 13, 15), guitar mộc (7, 12, 16), Mellotron, Rhodes (11); guitar dây nylon (15)
- Dave Kutch – master (1–3, 5–16)
- John Greenham – master (4)
- Rob Kinelski – hòa âm

## Bảng xếp hạng
| Bảng xếp hạng (2021)                     | Vị trí cao nhất |
| ---------------------------------------- | --------------- |
| Album Anh Quốc (OCC)                     | 1               |
| Album Bỉ (Ultratop Vlaanderen)           | 1               |
| Album Bỉ (Ultratop Wallonie)             | 1               |
| Album Đức (Offizielle Top 100)           | 1               |
| Album Hà Lan (Album Top 100)             | 1               |
| Hoa Kỳ Billboard 200                     | 1               |
| Album Ireland (OCC)                      | 1               |
| Album Lithuanian (AGATA)                 | 1               |
| Album New Zealand (RMNZ)                 | 1               |
| Album Nhật Bản (Oricon)                  | 17              |
| Album Nhật Bản Hot (Billboard Japan)     | 15              |
| Album Na Uy (VG-lista)                   | 1               |
| Album Pháp (SNEP)                        | 1               |
| Album Phần Lan (Suomen virallinen lista) | 1               |
| Album Scotland (OCC)                     | 1               |
| Album Thụy Điển (Sverigetopplistan)      | 1               |
| Album Thụy Sĩ (Schweizer Hitparade)      | 1               |
| Album Úc (ARIA)                          | 1               |
| Album Ý (FIMI)                           | 1               |

## Lịch sử phát hành
| Khu vực       | Ngày             | Định dạng                                      | Hãng                | Tk.                  |
| ------------- | ---------------- | ---------------------------------------------- | ------------------- | -------------------- |
| Nhiều khu vực | 30 tháng 7, 2021 | Cassette CD tải nhạc streaming đĩa than bộ hộp | Darkroom Interscope | [ 51 ] [ 71 ] [ 72 ] |